# .zr
zr. هو امتداد خاص بالعناوين الإلكترونية (نطاق) domain للمواقع التي تنتمي إلى زائير ،.
ولأن زائير تم تغيير اسمها إلى جمهورية الكونغو الديمقراطية سنة 1999 فانتهى الامتداد zr. وظهر الامتداد cd. في سنة 2003.